# Urs Birrer
Urs Birrer (* 4. September 1961) ist ein ehemaliger Schweizer Fussballspieler.

## Karriere

### Vereine
Seine Juniorenzeit verbrachte Urs Birrer beim FC Willisau.
Im Sommer 1983 wechselte er vom FC Willisau zum FC Luzern in die damalige Nationalliga A.
Er spielte zwischen 1983 und 1993 seine ganze Profikarriere für die erste Mannschaft des FC Luzern, wo er unter Trainer Friedel Rausch in der Saison 1988/89 die Schweizer Meisterschaft und 1992 im Cupfinal gegen den FC Lugano auch den Schweizer Cup gewann.
Im Sommer 1993 beendete er seine Karriere nach 230 Meisterschaftsspielen und sechs Toren für den FC Luzern.

### Nationalmannschaft
Birrer absolvierte zwischen 1988 und 1989 drei Länderspiele für die Schweizer Nationalmannschaft.

## Erfolge
FC Luzern
- Schweizer Meister: 1989
- Schweizer Cupsieger: 1992
- Aufstieg in die Nationalliga A: 1993